# 多蒴曲尾蘚
多蒴曲尾蘚（学名：Dicranum majus）为曲尾蘚科曲尾蘚屬下的一个种。